# Domingo Pérez de Granada
Domingo Pérez de Granada er en by og kommune i det sydøstlige Spanien i provinsen Granada. Den har et indbyggertal på 824 (2024) indbyggere.